# 유대법과 무대법
유대법과 무대법 즉 '유대법(有對法) · 무대법(無對法)의 쌍'은 다음의 분류, 그룹 또는 체계의 한 요소이다.
- 명색(名色), 무참(無慚) · 무괴(無愧) 등과 같이 특정한 2가지 법을 가리키는 여러 가지 2법(二法)들 가운데 하나이다.[1][2] 특히, 《아비달마집이문족론》 제1권과 《삼장법수》에 이런 뜻의 여러 가지 2법(二法)들이 나열되어 있다.[3]
- 유위법 · 무위법, 유루법 · 무루법 등과 같이 일체법(一切法)을 특정한 기준에 따라 2가지로 분류한 여러 가지 2법(二法)들 가운데 하나이다.[1][2] 특히, 《아비달마품류족론》 제5권에 이런 뜻의 여러 가지 2법(二法)들이 나열되어 있다.[4][5]
- 유견법(有見法) · 무견법(無見法) 구분과 결합하여, 일체의 색법 즉 물질을 유견유대색(有見有對色) · 무견유대색(無見有對色) · 무견무대색(無見無對色)의 3색(三色)으로 구분하여 물질의 성질을 밝히는 데 사용된다. 특히 마지막의 무견무대색은 무표색 또는 법처소섭색을 가리키는 것으로 무표색은 부파불교의 설일체유부의 연기론인 업설(業說) 또는 업감연기와 깊은 관련이 있으며, 법처소섭색은 대승불교의 유식유가행파의 연기론인 아뢰야연기의 종자설과 깊은 관련이 있다.[6][7][8]

- 《구사론》의 〈분별계품〉에서 설하고 있는, 18계(十八界)에 대한 제문분별(諸門分別)인, 22문(二十二門) 가운데 하나이다.[9]

불교 일반의 가장 널리 쓰이고 있는 정의에 따르면,
유대법(有對法) 또는 유대(有對)에서 '대(對)'는 방해 또는 장애의 뜻으로, 어떤 법, 예를 들어 어떤 돌[石]이 이미 한 공간을 점유하고 있을 때 같은 부류의 다른 법, 예를 들어 다른 돌로 하여금 그 공간을 점유하지 못하도록 방해 또는 장애할 때 그 법을 유대법이라고 하고, 그 법이 유대의 성질을 가졌다고 말한다. 무대법(無對法) · 무대(無對)는 유대법 · 유대의 반대 개념으로, 유대법이 아닌 모든 법을 말한다.
이 일반적인 정의에 따를 때, 일체법인 12처를 들어 말하자면, 유대법은  10색처(十色處)를 말한다. 즉, 5근처(五根處)와 5경처(五境處), 즉 5근(五根)과 5경(五境)의 성질이 유대이다. 그리고 이외의 나머지 모든 법은 무대법(無對法)이다. 즉, 12처 가운데 의처(意處)와 법처(法處)의 성질이 무대이다. "대체로" 말해, 정신적 사물[名]들이 무대법이고 물질적 사물[色]들이 유대법이다.
한편, 위의 이러한 일반적인 정의보다 더 세밀한 정의 또는 구분이 있다.
《대비바사론》 제76권과 《구사론》 제2권에 따르면, 유대(有對)의 대(對)에는 앞에서 언급된 장애(障礙)의 뜻 외에 경계(境界)와 소연(所緣)의 두 가지 뜻이 더 있으며, 따라서 유대(有對)에는 장애유대(障礙有對) · 경계유대(境界有對) · 소연유대(所緣有對)의 3종유대(三種有對) 또는 3유대(三有對)가 있다. 위의 '일반적인 유대' 즉 '10색처'는 3종유대 가운데 장애유대에 해당한다.

## 개요 및 용어
유대법과 무대법 즉 '유대법(有對法) · 무대법(無對法)의 쌍'은 여러 가지 2법(二法)들 가운데 하나로, 이 둘을 합하면 일체법이 된다. 하지만, 때로는 일체법에서 무위법을 제외한 유위법 전체에 대해 '유대법 · 무대법'의 구분을 적용하기도 한다. 유대법과 무대법을 통칭하여 유대무대법(有對無對法)이라고도 하며, 줄여서 유대무대(有對無對)라고도 한다.
유대법(有對法)과 무대법(無對法)의 한자어 문자 그대로의 뜻은 '대(對)함이 있는 법'과 '대(對)함이 없는 법'으로, '대(對)'는 애(礙: 방해, 장애) 또는 대애(對礙: 대하여 방해함, 대하여 장애함)를 뜻한다. 따라서 유대법 또는 유대는 대애성(對礙性)이 있는 법을 뜻한다. 무대법 또는 무대는 유대법 또는 유대의 상대어로, 대애성(對礙性)이 없는 법을 뜻한다.
대애성(對礙性) 또는 줄여서 대애(對礙)는 어떤 사물이 이미 어떤 공간을 점유하고 있을 때 다른 사물이 그 동일 공간을 점유하지 못하도록 장애하는 성질이다.
유대법(有對法) · 유대(有對)는 유애법(有礙法) · 유애(有礙)라고도 하며, 유대법을 유대색(有對色)이라고도 한다. 무대법(無對法)을 무장애법(無障礙法) 또는 무장애(無障礙)라고도 하고, 무대(無對)의 성질을 무장애성(無障礙性)이라고도 한다.
부파불교와 대승불교의 교학에 따르면, 유대법(有對法) 또는 유대(有對)는 일체법인 12처를 들어 말하자면, 10색처(十色處)를 말한다. 즉, 5근처(五根處)와 5경처(五境處), 즉 5근(五根)과 5경(五境)을 말한다. 그리고 이외의 나머지 모든 법은 무대법(無對法) 또는 무대(無對)이다. 즉, 12처 가운데 의처(意處)와 법처(法處)가 무대이다.
무대법은 "대체로" 정신적 사물[名]들이라고 할 수 있다. 즉, 마음(심법, 6식 또는 8식, 의근을 포함함)과 마음작용(심소법) 그리고 이 둘 즉 '마음 · 마음작용'의 인식대상들 가운데 정신적인 것들, 즉 정신적인 대상들이 무대법에 해당한다. 즉, 12처 가운데 의처(意處)는 마음(심법, 6식 또는 8식, 의근을 포함함)을 말하고, 12처 가운데 법처(法處)는 "대체로" 마음작용(심소법)과 '마음 · 마음작용'의 인식대상들 가운데 정신적인 것들을 말한다.  말하자면, 마음[意處] 즉 정신(精神)과 그 정신적 대상[法處, 法境]은 부피가 있어서 공간을 점유하는 것이 아니기 때문에 다른 마음이나 정신적 대상을 공간적으로 장애하지 않는다.
그러나, 무대법이 곧 정신적 사물[名]들인 것은 아니다. 부파불교의 5위 75법의 법체계와 대승불교의 유식유가행파의 5위 100법의 법체계에 따르면, 색법 즉 물질[色]에는 무표색 또는 법처소섭색이 포함되는데, 무표색 또는 법처소섭색은 그 성질이 무대(無對)이다. 따라서, 모든 물질이 유대(有對)인 것은 아니다.
부파불교와 대승불교의 교학에서 색법 즉 물질을 분류하는 방식 가운데 유대법 · 무대법과 관련된 것으로는, 유견법(有見法) · 무견법(無見法) 구분과 결합하여 일체의 색법 즉 물질을 유견유대색(有見有對色) · 무견유대색(無見有對色) · 무견무대색(無見無對色)의 3색(三色)으로 구분하는 것이 있다. 그리고 이 구분은 고타마 붓다가 물질을 이와 같은 3종으로 구분한 것에 의거한 것이다. 부파불교와 대승불교의 3색(三色)의 교의에 따르면, 색 · 성 · 향 · 미 · 촉의 5경은 유견유대색이고, 안 · 이 · 비 · 설 · 신의 5근은 무견유대색이고, 무표색 또는 법처소섭색은 무견무대색이다.

## 법체계에서의 유대무대법

### 5온
일체의 유위법에 대한 법체계로, 초기불교 이래로 불교 일반에서 사용되어온 법체계인 5온(五蘊)에서, 색온(色蘊)의 일부만이 유대법(有對法)이다. 아래 표에서 색온이 빨간색으로 표시되어 있다. 색온의 나머지 부분과 다른 모든 온(蘊)은 무대법(無對法)이다.

### 12처
일체법에 대한 법체계로, 초기불교 이래로 불교 일반에서 사용되어온 법체계인 12처(十二處)에서, 안처 · 이처 · 비처 · 설처 · 신처 · 색처 · 성처 · 향처 · 미처 · 촉처의 10색처(十色處), 즉 5근(五根)과 5경(五境)이 유대법(有對法)이다. 아래 표에서 빨간색으로 표시되어 있다. 나머지 다른 2처, 즉 의처(意處)와 법처(法處)는 무대법(無對法)이다.

### 18계
일체법에 대한 법체계로, 초기불교 이래로 불교 일반에서 사용되어온 법체계인 18계(十八界)에서, 색온에 속하는 10계, 즉 안계 · 이계 · 비계 · 설계 · 신계 · 색계 · 성계 · 향계 · 미계 · 촉계의 10색계(十色界), 즉 5근(五根)와 5경(五境)이 유대법(有對法)이다. 아래 표에서 빨간색으로 표시되어 있다. 나머지 다른 모든 계(界), 즉 7심계와 법계의 8계는 무대법(無對法)이다.

### 5위 75법
일체법에 대한 법체계로, 부파불교의 설일체유부의 법체계인 5위 75법(五位七十五法)에서, 색법(色法)의 그룹[位]에 속한 10색처(十色處), 즉 5근(五根)과 5경(五境), 즉 안근 · 이근 · 비근 · 설근 · 신근 · 색경 · 성경 · 향경 · 미경 · 촉경의 10가지 법이 유대법(有對法)이다. 아래 표에서 빨간색으로 표시되어 있다. 나머지 65가지 법은 모두 무대법(無對法)이다.

### 5위 100법
일체법에 대한 법체계로, 대승불교의 유식유가행파의 법체계인 5위 100법(五位百法)에서, 색법(色法)의 그룹[位]에 속한 10색처(十色處), 즉 5근(五根)과 5경(五境), 즉 안근 · 이근 · 비근 · 설근 · 신근 · 색경 · 성경 · 향경 · 미경 · 촉경의 10가지 법이 유대법(有對法)이다. 아래 표에서 빨간색으로 표시되어 있다. 나머지 90가지 법은 모두 무대법(無對法)이다.

## 같이 보기
- 유색법과 무색법
- 유견법과 무견법
- 유대법과 무대법
- 색 (불교)
- 3종색: 유견유대색 · 무견유대색 · 무견무대색

## 참고 문헌
- 곽철환 (2003). 《시공 불교사전》. 시공사 / 네이버 지식백과. |title=에 외부 링크가 있음 (도움말)
- 구나발타라(求那跋陀羅) 한역 (K.650, T.99). 《잡아함경》. 한글대장경 검색시스템 - 전자불전연구소 / 동국역경원. K.650(18-707), T.99(2-1). |title=에 외부 링크가 있음 (도움말)
- 세우 지음, 현장 한역, 송성수 번역 (K.949, T.1542). 《아비달마품류족론》. 한글대장경 검색시스템 - 전자불전연구소 / 동국역경원. K.949(25-149), T.1542(26-692). |title=에 외부 링크가 있음 (도움말)
- 세친 지음, 현장 한역, 권오민 번역 (K.955, T.1558). 《아비달마구사론》. 한글대장경 검색시스템 - 전자불전연구소 / 동국역경원. K.955(27-453), T.1558(29-1). |title=에 외부 링크가 있음 (도움말)
- 승가제바(僧伽提婆) 한역. 《중아함경》. 한글대장경 검색시스템 - 전자불전연구소 / 동국역경원. |title=에 외부 링크가 있음 (도움말)
- 용수 지음, 구마라습 한역, 김성구 번역 (K.549, T.1509). 《대지도론》. 한글대장경 검색시스템 - 전자불전연구소 / 동국역경원. K.549(14-493), T.1509(25-57). |title=에 외부 링크가 있음 (도움말)
- 운허.  동국역경원 편집, 편집. 《불교 사전》. |title=에 외부 링크가 있음 (도움말)
- (영어) DDB. 《Digital Dictionary of Buddhism (電子佛教辭典)》. Edited by A. Charles Muller. |title=에 외부 링크가 있음 (도움말)
- (중국어) 구나발타라(求那跋陀羅) 한역 (T.99). 《잡아함경(雜阿含經)》. 대정신수대장경. T2, No. 99, CBETA. |title=에 외부 링크가 있음 (도움말)
- (중국어) 佛門網. 《佛學辭典(불학사전)》. |title=에 외부 링크가 있음 (도움말)
- (중국어) 星雲. 《佛光大辭典(불광대사전)》 3판. |title=에 외부 링크가 있음 (도움말)
- (중국어) 세우 조, 현장 한역 (T.1542). 《아비달마품류족론(阿毘達磨品類足論)》. 대정신수대장경. T26, No. 1542, CBETA. |title=에 외부 링크가 있음 (도움말)
- (중국어) 세친 조, 현장 한역 (T.1558). 《아비달마구사론(阿毘達磨俱舍論)》. 대정신수대장경. T29, No. 1558, CBETA. |title=에 외부 링크가 있음 (도움말)
- (중국어) 승가제바(僧伽提婆) 한역 (T.26). 《중아함경(中阿含經)》. 대정신수대장경. T1, No. 26, CBETA. |title=에 외부 링크가 있음 (도움말)
- (중국어) 용수 조, 구마라습 한역 (T.1509). 《대지도론(大智度論)》. 대정신수대장경. T25, No. 1509, CBETA. |title=에 외부 링크가 있음 (도움말)}